# Posa (Starkenberg)
Posa ist ein Ortsteil der Gemeinde Starkenberg im Landkreis Altenburger Land in Thüringen.

## Lage
Der Weiler befindet sich einen Kilometer nördlich von Starkenberg und 13 Kilometer westlich von Altenburg unweit der Landesgrenze zu Sachsen-Anhalt. Verkehrsmäßig ist er über die Landesstraße 1361 gut angebunden. Die Gemarkung des Weilers liegt in der beginnenden Leipziger Tieflandsbucht im Lösshügelland um Altenburg und Zeitz. Im Ort entspringt ein Zufluss des Gerstenbachs, einem Zufluss der Pleiße.

## Geschichte
Am 13. April 1398 wurde der Weiler erstmals urkundlich genannt. Zu dieser Zeit hatte der Ort drei Bauernhöfe und drei weiteren Wohnungen. Das zum Rittergut Starkenberg gehörige Vorwerk Dorothenhof hatte 49 Einwohner. Posa, früher auch Bosa genannt, gehörte zum wettinischen Amt Altenburg, welches ab dem 16. Jahrhundert aufgrund mehrerer Teilungen im Lauf seines Bestehens unter der Hoheit folgender Ernestinischer Herzogtümer stand: Herzogtum Sachsen (1554 bis 1572), Herzogtum Sachsen-Weimar (1572 bis 1603), Herzogtum Sachsen-Altenburg (1603 bis 1672), Herzogtum Sachsen-Gotha-Altenburg (1672 bis 1826). Bei der Neuordnung der Ernestinischen Herzogtümer im Jahr 1826 kam der Ort wiederum zum Herzogtum Sachsen-Altenburg.
Nach der Verwaltungsreform im Herzogtum gehörte Posa bezüglich der Verwaltung zum Ostkreis (bis 1900) bzw. zum Landratsamt Altenburg (ab 1900). Juristisch war ab 1879 das Amtsgericht Altenburg und seit 1906 das Amtsgericht Meuselwitz für den Ort zuständig.
Posa gehörte ab 1918 zum Freistaat Sachsen-Altenburg, der 1920 im Land Thüringen aufging. Zwischen Mai und Dezember 1920 entstand auf dem Gelände einer Dampfziegelei in der Gemarkung Posa die sogenannte Siedlung Neuposa. Grund war die Wohnungsknappheit im Meuselwitz-Altenburger Braunkohlerevier. Seit 1922 gehörte Posa zum Landkreis Altenburg. 1923 erfolgte die Eingemeindung von Kleinröda und am 1. Juli 1950 wurde Pöhla Ortsteil von Posa.
Bei der zweiten Kreisreform in der DDR wurden 1952 die bestehenden Länder aufgelöst und die Landkreise neu zugeschnitten. Somit kam Posa mit dem Kreis Altenburg an den Bezirk Leipzig. Am 1. Januar 1967 wurde der Ortsteil Pöhla nach Starkenberg umgegliedert, zu dem am 1. Juli 1974 auch Posa mit Neuposa und Kleinröda kamen. Das ehemalige Vorwerk Dorothenhof vom einstigen Rittergut Starkenberg wurde 1979 abgerissen. 2012 wohnten 30 Einwohner im Ort.
Die zu DDR-Zeiten errichtete zentrale Schule war bis zur Wende eine Polytechnische Oberschule. Seitdem ist sie eine staatliche Grundschule, die aufgrund des modernen Gebäudes bis heute von Schülern der umliegenden Orte genutzt wird.